# Explorers (film)
Explorers is een film uit 1985 onder regie van Joe Dante.

## Verhaal
Ben heeft een obsessie voor buitenaardse wezens. Op een nacht krijgt hij een vreemde droom over een circuit. Hij tekent dit uit als hij wakker is. Samen met zijn vrienden Wolfgang en Darren volgen ze dit circuit en komen terecht bij een ruimteschip. Het duurt niet lang voor ze hiermee de lucht in gaan.

## Rolverdeling
| Acteur          | Personage       | Opmerkingen         |
| --------------- | --------------- | ------------------- |
| Ethan Hawke     | Ben Crandall    |                     |
| River Phoenix   | Wolfgang Müller |                     |
| Jason Presson   | Darren Woods    |                     |
| James Cromwell  | Meneer Müller   |                     |
| Amanda Peterson | Lori Swenson    |                     |
| Dana Ivey       | Mevrouw Müller  | Eerste bioscoopfilm |